# Sheshonq (fils d'Osorkon Ier)
Pour les articles homonymes, voir Sheshonq.
Sheshonq est grand prêtre d'Amon à Thèbes sous le règne de son père, le roi Osorkon Ier. Il a autrefois été assimilé fautivement au roi Sheshonq II dont la réinhumation a été retrouvée dans la nécropole royale de Tanis.

## Attestations
Sheshonq est attesté au moins par deux statues retrouvées dans la cachette du temple d'Amon à Karnak et une inscription dans ce même temple. La statue EA8 du British Museum du dieu du Nil, qui l'identifie comme le fils d'Osorkon Ier et de la reine Maâtkarê. Sur la statue, Sheshonq est appelé « le maître des Deux Terres » et la formule « bien-aimé d'Amon » est entourée d'un cartouche royal. Il est également attesté sur des objets appartenant à ses fils : le papyrus funéraire d'Osorkon et une statue de Bès dédiée par Horsaïset à son père.

## Généalogie
Sheshonq est le fils aîné du roi Osorkon Ier et de la reine Maâtkarê, elle-même fille de Psousennès II, le dernier roi de la XXIe dynastie.
Il a épousé Nesytanebetisherou, avec qui il a le prêtre Osorkon, et Nesitoudjatakhet, avec qui il a le prêtre Horsaïset, ce dernier est peut-être la même personne que le roi Horsaïset Ier, mais ceci n'est pas totalement certain.

## Biographie
Fils aîné du pharaon roi Osorkon Ier et de la reine Maâtkarê, Sheshonq fut le grand prêtre d'Amon à Thèbes sous le règne de son père. Par conséquent, il était le fonctionnaire le plus important de Haute-Égypte après le roi lui-même. Il a succédé dans cette charge à son oncle Ioupout et a précédé deux de ses frères cadets, probablement en premier Iouwelot puis Nesbanebdjed III (bien que l'ordre entre ces deux grands prêtres n'est pas totalement certain).
Le fils de Sheshonq, Horsaïset, est peut-être celui qui deviendra le premier roi de Thèbes depuis la XXIe dynastie.

## Identification avec le roi SheshonqII
L'égyptologue anglais Kenneth Kitchen l'avait assimilé à Héqakhéperrê Sheshonq II et l'avait considéré comme un éphémère corégent de son père en se basant sur la statue EA8 du British Museum du dieu du Nil, sur laquelle la formule « bien-aimé d'Amon » est entourée d'un cartouche royal. Cependant, le texte de la statue ne lui attribue pas de nom de Nesout-bity et l'utilisation d'un cartouche par un prince royal est attestée à d'autres périodes de l'histoire égyptienne, comme Amenmès, fils de Thoutmôsis Ier, et l'inscription sur la statue dépeint Sheshonq comme un simple grand prêtre d'Amon plutôt que comme un roi.
De plus, aucun membre de la famille de Sheshonq n'a de titre pouvant faire penser que Sheshonq a un jour été roi et aucun de ses enfants n'a jamais donné à leur père un titre royal mais seulement le titre de grand prêtre d'Amon, que ce soit Osorkon dont le papyrus funéraire se trouve aujourd'hui au musée d'histoire de Saint-Pétersbourg, et Horsaïset, qui a dédié à son père une statue de Bès, aujourd'hui au Durham Museum à Durham. Or, si Sheshonq avait eu la moindre prétention royale, sa famille n'aurait pas caché un tel élément.
Enfin, plusieurs rois de la XXIIe dynastie, tels que Takélot Ier, ont utilisé des objets funéraires mentionnant leurs parents dans leurs propres tombes. Or, le roi Sheshonq II n'a pas inclus de souvenirs ou d'objets mentionnant Osorkon Ier dans sa propre tombe mais plutôt un bracelet mentionnant le nom de Sheshonq Ier, ce qui ferait de lui potentiellement son père.